# Llista de rius dels Serrans
Llista de rius, rambles i barrancs a la comarca dels Serrans, al País Valencià.
| Nom                    | Tipus   | Conca | Superfície de conca | Longitud | Cabal | Naixement                               | Naixement                                              | Desembocadura                  | Desembocadura                                          | Foto |
| Nom                    | Tipus   | Conca | Superfície de conca | Longitud | Cabal | Lloc                                    | Coord.                                                 | Lloc                           | Coord                                                  | Foto |
| ---------------------- | ------- | ----- | ------------------- | -------- | ----- | --------------------------------------- | ------------------------------------------------------ | ------------------------------ | ------------------------------------------------------ | ---- |
| Túria                  | riu     |       | 6.850 km²           | 280 km   |       | Monts Universals (Aragó)                |                                                        | mar Mediterrània (València)    | 39° 25′ 27″ N, 0° 19′ 52″ O / 39.4242°N,0.3311°O       |      |
| Canales                | rambla  | Túria |                     |          |       | Foia de Canales (Titaigües)             | 39° 51′ 55″ N, 1° 06′ 07″ O / 39.8652272°N,1.1019089°O | riu Túria (emb. de Benaixeve)  | 39° 48′ 31″ N, 1° 08′ 16″ O / 39.8085321°N,1.1377929°O |      |
| Toixa (o de Xelva)     | riu     | Túria | 429,9 km²           | 22 km    |       | Foia d'Arquelilla (Alpont)              | 39° 49′ 05″ N, 1° 00′ 50″ O / 39.8180459°N,1.0139977°O | riu Túria (emb. de Loriguilla) | 39° 42′ 24″ N, 0° 56′ 17″ O / 39.706627°N,0.9381645°O  |      |
| Arquela                | rambla  | Túria |                     |          |       | Alpont                                  | 39° 51′ 36″ N, 1° 00′ 54″ O / 39.8599909°N,1.0149712°O | riu Toixa (Alpont)             | 39° 49′ 05″ N, 1° 00′ 50″ O / 39.8180459°N,1.0139977°O |      |
| Reguero                | barranc | Túria |                     |          |       | Mola del Buitre (Alpont)                | 39° 57′ 24″ N, 1° 03′ 20″ O / 39.9566759°N,1.0556504°O | rambla Arquela (Alpont)        | 39° 51′ 36″ N, 1° 00′ 54″ O / 39.8599909°N,1.0149712°O |      |
| el Prado               | barranc | Túria |                     |          |       | Toixa                                   | 39° 46′ 59″ N, 1° 05′ 17″ O / 39.7829656°N,1.0880312°O | riu Toixa (Toixa)              | 39° 45′ 45″ N, 1° 03′ 26″ O / 39.7624682°N,1.0572319°O |      |
| el Convento            | barranc | Túria |                     |          |       | Xelva                                   | 39° 46′ 25″ N, 1° 01′ 14″ O / 39.7735702°N,1.0206571°O | riu Toixa (Xelva)              | 39° 44′ 44″ N, 1° 00′ 18″ O / 39.7455211°N,1.0050261°O |      |
| Alcotas (o Abejuela)   | rambla  | Túria |                     |          |       | serra del Sabinar (la Iessa)            | 39° 53′ 49″ N, 0° 54′ 10″ O / 39.8969887°N,0.9026907°O | riu Toixa (Calles)             | 39° 43′ 34″ N, 0° 58′ 20″ O / 39.726197°N,0.9722043°O  |      |
| Sot (o Reatillo)       | riu     | Túria |                     |          |       | serra del Negrete (Xelva)               | 39° 38′ 56″ N, 1° 06′ 36″ O / 39.6489114°N,1.1100803°O | riu Túria (Xulilla)            | 39° 37′ 16″ N, 0° 51′ 51″ O / 39.6210068°N,0.8640413°O |      |
| la Terrosa             | barranc | Túria |                     |          |       | Xulilla                                 | 39° 37′ 48″ N, 0° 48′ 53″ O / 39.63001°N,0.8146269°O   | riu Túria (Xestalgar)          | 39° 36′ 30″ N, 0° 47′ 48″ O / 39.6082167°N,0.7965381°O |      |
| Xiva                   | barranc | Túria |                     |          |       | Pedralba                                | 39° 33′ 29″ N, 0° 43′ 58″ O / 39.5581153°N,0.7328625°O | riu Túria (Pedralba)           | 39° 35′ 54″ N, 0° 43′ 26″ O / 39.5984005°N,0.7237805°O |      |
| Castellarda (o Villar) | rambla  | Túria |                     |          |       | Serra Calderona (Figueroles de Domenyo) | 39° 46′ 38″ N, 0° 52′ 19″ O / 39.7771959°N,0.8720586°O | riu Túria (Benaguasil)         | 39° 36′ 19″ N, 0° 40′ 01″ O / 39.6052907°N,0.666812°O  |      |
| Artaix                 | rambla  | Túria |                     |          |       | Serra d'Andilla (Andilla)               | 39° 49′ 56″ N, 0° 49′ 18″ O / 39.8322183°N,0.8216813°O | rambla Castellarda (Llíria)    | 39° 40′ 15″ N, 0° 41′ 19″ O / 39.670732°N,0.6887461°O  |      |